# Maximin Boyer
Maximin Boyer, né le 1er juillet 1956 à Sainte-Suzanne (La Réunion) et mort le 26 juillet 2018 à Saint-Pierre (La Réunion), est un auteur-compositeur français d'origine réunionnaise. Il est l'interprète d'une des chansons en créole les plus populaire de La Réunion, Kaskavel, qui est à l'origine un poème mis en musique de Jean-Paul Cadet.

## Biographie
Né le 1er juillet 1956, il grandit du côté de Basse-Terre, quartier de Saint-Pierre, à La Réunion. Il quitte l'école à 12 ans pour devenir soutien de famille. Il accomplit son service militaire difficilement, refusant de servir une armée colonialiste, il est en partie affecté en centre disciplinaire. Avec un parcours typique de musicien de bal, il monte Soul Pop 2000 en 1974, tout en restant musicien de Kabar. Au milieu des années 1980, il monte le groupe Kayambé, qui dans le cadre de l'« Entente Maloya », se lie aux groupes Baster de Thierry Gauliris et Ousanousava emmené par les frères Joron. Les trois groupes tentent de concilier musique électrique (guitares tropicales, basse, batterie) et esprit Kabar (fonnkèr, percussions, danse).
À l'origine, Kayambé est un groupe de musiciens passionnés qui anime des fêtes familiales et des cérémonies variées. C'est pour cette raison que Maximin Boyer conserve son métier de soudeur dans une entreprise réunionnaise, jusqu'à la fin des années 2000. Portés par le renouveau du Maloya de Firmin Viry et la mouvance anticolonialiste, le groupe produit exclusivement des chansons en créole réunionnais, sur des textes de Maximin Boyer. 
Passionné par la langue, Maximin Boyer porta haut les couleurs du créole réunionnais, avec des chansons comme Kaskavel, Flèr Kann, Galang, L'Ambiance ça lé gaillard. Kaskavel sera la première chanson créole réunionnaise à être intégrée à la cérémonie officielle de la République Française de la Fête nationale du 14 Juillet, en 2011.
En 2006, Yu Changaï, professeur émérite à La Réunion, lui enseigne les bases du mandarin, avant d'adapter Kaskavel au violon chinois (« erhu »). Maximin Boyer tente de retrouver les racines culturelles chinoises du peuple réunionnais, en restaurant un dialogue interculturel. Il en résultera une adaptation de Kaskavel en mandarin, sur l'album Wǒ Jì Dé 我记得 Mi Rapél, paru en 2006. Toujours en 2006, Kayambé s'envole pour une représentation à Guangdong, en Chine, juste après la fête de Guan Di. Dans la même optique, en 2011, il enregistre avec Michel Chane Yin Les Dalons Chinois (en français, « Les Copains Chinois »).
Affaibli par une longue maladie, Maximin Boyer décède à Saint-Pierre le 26 juillet 2018. Son décès intervient deux ans après celui de Bernard Lauret, bassiste de Kayambé, le 4 juin 2016’.